# Trash Humpers
 (janvier 2018).
Si vous disposez d'ouvrages ou d'articles de référence ou si vous connaissez des sites web de qualité traitant du thème abordé ici, merci de compléter l'article en donnant les références utiles à sa vérifiabilité et en les liant à la section « Notes et références ».
Pour plus de détails, voir Fiche technique et Distribution.
Trash Humpers est le quatrième long métrage du réalisateur américain Harmony Korine, produit en 2009.  
Ce dernier en est aussi le scénariste et le directeur de la photographie. On y retrouve le réalisateur qui joue le rôle de Hervé mais aussi Travis Nicholson qui joue Travis et Rachel Korine pour le rôle de Momma qui est la femme du réalisateur. Le film est sorti en DVD le 7 mars 2017.

## Synopsis
Trash Humpers est un film d'épouvante qui se déroule à Nashville dans le Tennessee. Il s'agit d'une série de saynètes mettant en scène des dégénérés masqués qui évoquent un croisement entre des vieux et de l’herpès. Ils tournent autour de la caméra, maltraitent tout ce qui leur passe sous la main, hurlent et tuent sans raison apparente leurs voisins « normaux » après avoir récité des vers de poésie foireuse.

## Fiche technique
- Titre : Trash Humpers
- Réalisation : Harmony Korine
- Scénario : Harmony Korine
- Photographie : Harmony Korine
- Montage : Leo Scott
- Production : Charles-Marie Anthonioz, Amina Dasmal et Robin C. Fox
- Société de production : Alcove Entertainment, Warp Films et O' Salvation
- Pays :  Royaume-Uni,  France et  États-Unis
- Genre : comédie dramatique et horreur
- Durée : 78 minutes
- Dates de sortie : 
  -  Canada : 12 septembre 2009 (festival international du film de Toronto)

## Distribution
- Harmony Korine : Hervé
- Travis Nicholson : Travis
- Rachel Korine : Momma
- Brian Kotzur : Copain
- Chris Gantry : chanteur